# Cheng de Zhao
Cheng de Zhao (em chinês: 趙成, Zhào Chéng (pinyin) ou Chao Cheng (Wade-Giles)) foi um marquês (em chinês: 侯; romaniz.: hóu) do Reino de Chao durante o Período dos Estados Combatentes (475–220 a.C.). Reinou entre 374 e 350 a.C.. Em 372 a.C., atacou o Reino de Uei e tomou 73 cidades do país. Em 353 a.C., porém, o general Pang Juan de Uei cercou Handã, a capital de Zhao, em preparação para um ataque. O Reino de Chi enviou os emissários Tian Ji e Sun Bin com tropas para ajudar Zhao. Uei foi derrotado na Batalha de Guiling e em 351 a.C., Cheng forçou o rei Hui (r. 369–319 a.C.) a aceitar o tratado de paz humilhante assinado no rio Zhang, perto de Handã.